# Symposion (sociëteit)

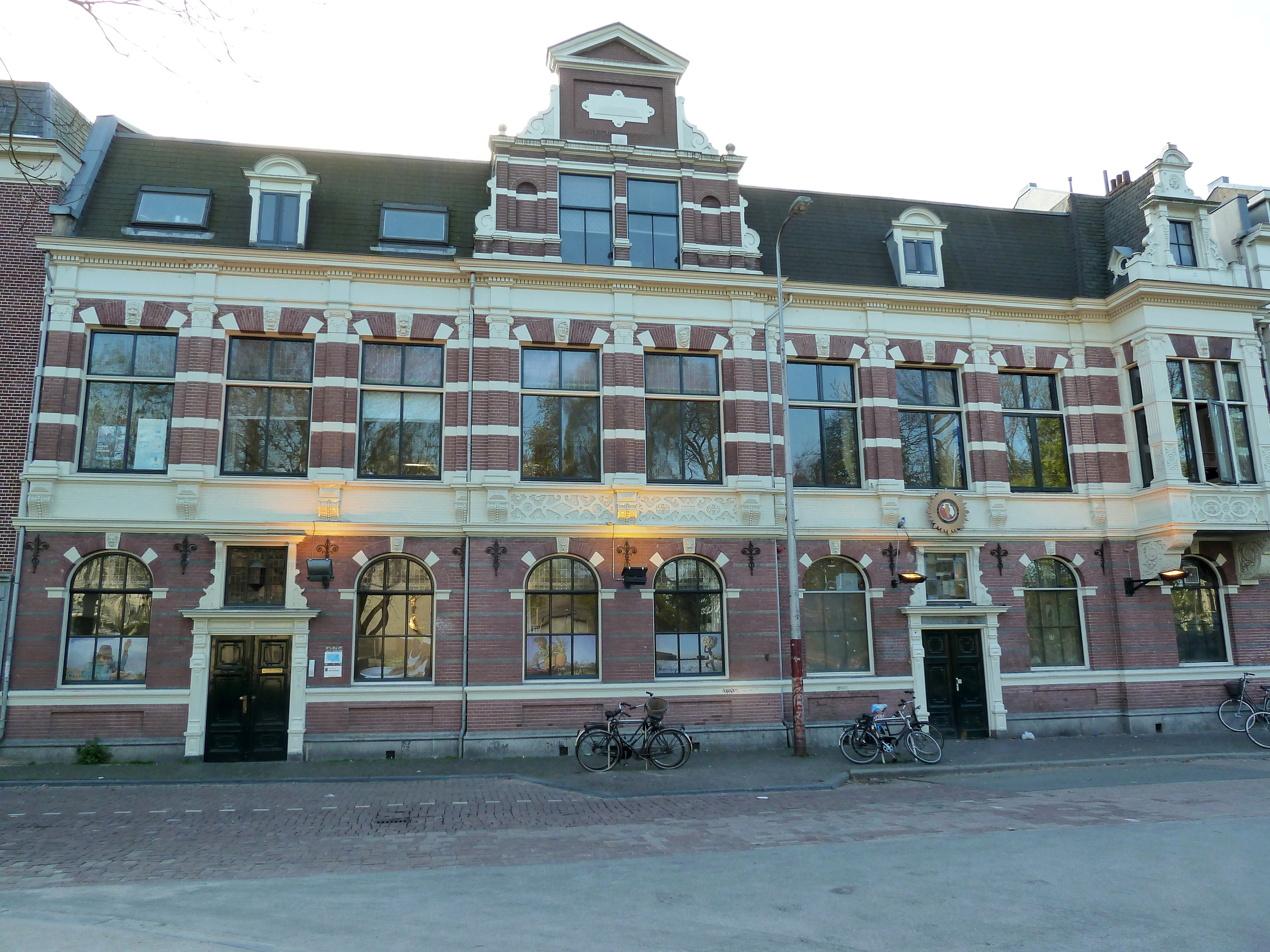
Symposion (rechts)

Symposion is sinds 1919 de sociëteit van Unitas Studiosorum Rheno-Traiectina en is gelegen midden in het historisch centrum van de stad Utrecht, tegenover de Stadsschouwburg aan het Lucasbolwerk. Het pand zelf is gebouwd in 1881 en heeft een neorenaissance bouwstijl en een monumentale status.
De Hijweegebar bevindt zich op de eerste verdieping van het pand en vormt het centrale punt van de sociëteit. In 1999/2000 is de sociëteit groots verbouwd. In verband met geluidsoverlast van de buren is de toenmalige Eetzaal uitgebouwd tot een grote feestzaal, welke door middel van een zogenaamde 'doos-in-doos constructie' volledig geluiddicht is. Ondanks dat de verbouwing de bestemming van de Eetzaal behoorlijk veranderde wordt deze nog steeds zo genoemd, mede omdat hier nog steeds iedere avond gegeten wordt door de leden. Naast deze ruimtes zijn er nog tal van zalen waar commissies kunnen werken of groeperingen als jaarclubs, disputen en dergelijke met elkaar kunnen eten of een andere activiteit kunnen houden.
In de Tweede Wereldoorlog is Symposion, na de gedwongen ontbinding van studentenverenigingen, gebruikt door de Nationale Jeugdstorm.

## Trivia
Over sociëteit Symposion is een gedicht aan de hand van Leo Vroman verschenen, die in zijn tijd als lid van Unitas Studiosorum Rheno-Traiectina zich tevens bezighield met inmiddels verloren gegane beschilderingen van de muren van Symposion.